# Station Eina
Station Eina is een station in Eina in de gemeente Vestre Toten in fylke Innlandet in Noorwegen. Het stationsgebouw dateert uit 1901 en is een ontwerp van Paul Due.  Eina ligt aan Gjøvikbanen. Vanaf Eina loopt een zijlijn, Valdresbanen naar Dokka, die sinds 1988 gesloten is voor personenvervoer. 